# Pleurothallis parviflora
Pleurothallis parviflora är en orkidéart som beskrevs av Carlyle August Luer. Pleurothallis parviflora ingår i släktet Pleurothallis och familjen orkidéer. Inga underarter finns listade i Catalogue of Life.